# La dama di Monsoreau
La dama di Monsoreau (titolo orig. La Dame di Monsoreau) è un romanzo storico di Alexandre Dumas, pubblicato nel 1846, che deve il suo nome ai conti che possedevano il famoso castello di Montsoreau. È il secondo romanzo del Ciclo degli ultimi Valois, segue La Regina Margot dell'anno precedente, e sarà seguito un anno dopo dal conclusivo I Quarantacinque.

## Tema
L'azione si svolge tra febbraio e settembre 1578, sei anni dopo la Notte di San Bartolomeo, con cui inizia La Regina Margot.
Il duca François d'Alençon, divenuto duca d'Angiò dopo l'incoronazione del fratello Enrico III, si riconciliò con lui nel 1577 ma si divisero nuovamente nel febbraio 1578. I gentiluomini del duca, chiamati nel romanzo Angioini, cercarono guai con i favoriti del re, i mignons, minacciati anche dai sostenitori del duca di Guisa, capo della fazione cattolica, la cui autorità Enrico III tentò di minare prendendo lui stesso il capo della Lega cattolica.
Tra i gentiluomini del Duca d'Angiò c'era Louis de Bussy d'Amboise, che in precedenza si era distinto per la sua ferocia durante il massacro di San Bartolomeo e che il Duca nominò governatore del Ducato d'Angiò. Dumas idealizzò molto Bussy, conservando di questo carattere arrogante e brutale solo il suo coraggio e la sua rabbia nel combattere ma attribuendogli anche una finezza, una buona conoscenza della letteratura nonché una grandezza d'animo senza pari nel regno. Così reagì Diane de Méridor quando Bussy le si presentò a casa Tournelles: “Bussy, il coraggioso Bussy”, “il più nobile e leale gentiluomo di Francia”.
Il 27 aprile ebbe luogo il Duel des Mignons che si concluse con la morte di Caylus, Maugiron, Schomberg, dalla quale il re sarebbe stato molto colpito e che Dumas organizzò a modo suo per farne la penultima scena del romanzo. Solo tra i loro tre avversari, Ribeirac morì. Dumas fa coincidere la morte di Bussy d'Amboise e quella degli scagnozzi di Enrico III, datandole al 9 giugno 1578.

## Trama
Il romanzo narra la storia di una bellissima nobildonna di provincia che viene rapita e indotta con l'inganno a sposare il signore di Montsoreau. Ella era concupita dal fratello del re  Enrico III, il duca d'Anjou, e Montsoreau le fa credere che l'unico mezzo per non essere perduta era quello di sposare lui, abbastanza potente da sfidare le ire del principe. Montsoreau, gelosissimo, la rinchiude in una casa di Parigi tenendola nascosta agli occhi del mondo, ma ella incontra il gentiluomo Bussy, della casa del duca d'Anjou, eroe del suo tempo, il quale si innamora perdutamente di lei. Prima che lui la possa aiutare, il cattivo Montsoreau, imbeccato dal perfido principe geloso a sua volta dei successi amorosi del suo protetto, gli tende un agguato con dei sicari e lo fa uccidere. Il romanzo trae spunto da un episodio storico realmente accaduto: Bussy fu ucciso in un agguato dal Conte di Montsoreau e dai suoi sicari. Molto brillante anche la figura del buffone di corte, Chicot, ex gentiluomo nemico della casa di Maienna e rifugiatosi presso il re come buffone per averne protezione.